# Григорій XI (антипапа)
Григорій XI (антипапа), його ще називають Ефемерний папа, (лат. Guillelmus Vicedominus de Vicedominis, 1210/15, П'яченца — 1276, Вітербо) — католицький релігійний діяч, був вибраний папою 5 вересня 1276 року. Однак він не зайняв посади, тому що помер на другий день по виборах.
8 вересня обрали ісп. Pedro Julião — Івана XXI. Григорій XI не наявний у списках пап — тому і називають його ефемерний (короткочасний, уявний). Оскільки його ім'я не було в списках пап, то це саме ім'я взяв папа Григорій XI, що мав понтифікат з 1370 по 1378 роки.